# LML
Lohia Machinery Limitedは、インド・カーンプルにかつて存在したオートバイメーカー・ブランドである。
- 1972年 - 工作機械製造会社として創業。
- 1978年 - 合成紡績製造開始
- 1980年代 - 1990年代 - ピアッジオと業務提携。ベスパPXのアジア輸出工場としてベスパ製造開始。
- 1999年 - ピアッジオと業務提携解消。
- 2017年 - 破産通達[1]。

## おもな車種
- Beamer
- Enery FX
- Graptor
- Adreno FX
- Freedom
- STAR Deluxe
- Stella
- NV Spl
- Select Ⅱ
- Sensation
- Supremo
- Star Xpress